# Корчівці
Ко́рчівці — село в Сучевенській сільській громаді Чернівецького району Чернівецької області в Україні.

## Назва
Сама назва села — Корчівці, але в певний період за різних влад називалося Корчешти, Корчовці, Корчевци. Цікаво, що в опублікованих звітах про результати перепису населення Австо-Угорщиною у 1900 та 1910 роках приводяться три назви села у такій послідовності: Korczestie — державною німецькою, Korcziwci — українською, яка була основною в селі, та Corcesti — румунською, якою користувалася тодішня влада Буковини.
Щодо походження назви села думки різняться. Більшість вважає, що назва пішла від назви річки Корчяски, яка в свою чергу зв'язана з тим, що на її березі було багато корчів. Г.Крамарюк у своїй монографії зв'язує назву з румунським боярином Сімікорчі, який володів селом Корчешти на Козанці і яке, на його думку, названо на його честь. Однак, є незаперечні докази, що навіть Корчешти на Козанці носило таку назву до того, як воно перейшло у власність Сімикорчи. У грамоті молдовського господаря Олександра, який правив у 1399—1432 роках зафіксовано передачу села Корчешти на Козанці від логофета Тодера Бобойога монастирю Хомор як подарунок. І тільки пізніше воно переходить у власність Сімікорчі.

## Географія
Через село тече річка Карчешка, права притока Малого Серету. На південь від села розташований Петрівецький заказник, а на південний схід — ботанічна пам'ятка природи «Берна». 
Територія, яка входить в межі населеного пункту станом на 01.01.2017 року, становить 4141 гектар з яких 665 гектарів суто земля під дорогами, будівлями та присадибними ділянками. Цікаво, що станом на 31 грудня 1900 року територія села була визначена в 1052 гектари з яких 696 га орної землі, 719 га лісових угідь, 195 га лугів та 131 га пасовищ, схилів та ярів. Такий значний приріст території села, за попередніми даними, відбувся в 50-х роках XX століття під час адміністративно-територіальної реформи, що проводилася радянською владою. Зокрема, до складу Корчівців юридично включили так зване «Петрівське», тобто схил від шляху до річки, яка на карті вказана, як Переуц, по якій тепер проходить нинішня межа між Корчівцями та Нижніми Петрівціями Сторожинецького району. Крім того, за Корчівцями офіційно було закріплено половину лану. Історію формування меж Корчівців ще необхідно вивчати, оскільки вдалося отримати тільки фрагментарні дані з цього питання. Так, Г.Крамарюк у своїй монографії про історію села згадує спробу австрійської влади 15 жовтня 1762 року встановити межі сіл Купка, Корчівці та Петрівці. Зокрема, він вказує наступне: "Один із старших селян, 70-літній Іліє Таріцє з Купки дав свідчення про те, що він знає, де проходять старі межі між цими двома селами (мається на увазі Купка і Петрівці — примітка авторів) та повів зазначених панів на місце, де були розташовані дві високі могили, заявивши, що саме тут проходить межа між Купкою та Корчештами. Потім показав стару межу Петрівців, яка проходила по «Козацькій поляні» та «общині». На жаль, встановити, де Козацька поляна та община поки що не вдалося. Очевидно, що частина нинішньої межі між Купкою і Корчівцями по землях з правої сторони Корчяски так і залишилася такою, як була в ХУІІІ сторіччі — між двома високими могилами.
Частина лісу, що є сільською територією, входить до Петрівецького заказника. Це — ландшафтний заказник загальнодержавного значення. Розташований на південному заході Глибоцького району Чернівецької області, на південь від села Корчівці. Площа 170 га, створений 1983 року.

## Населення
Населений пункт зі змішаним національним складом. Але це питання надто дискусійне. На початку XXI століття формально переважають румуни у зв'язку з тим, що під час румунського панування у 1918—1940 роках влада всіх насильно записала румунами. Але, як свідчать документи офіційного перепису населення в грудні 1900 року, яке проводилося Австро-Угорщиною, українцями себе визнали більше 1095 жителів села, і тільки 153 румунами, ще 62 — це німці та євреї. Прізвища більшості корінних жителів українські: Ткачук, Савчук, Шпак, Крамарюк, Березовський, Гуцуляк, Джурюк, Козачук, Чиківчук, Дручук, Костюк, Боднарюк, Дуган, Бельмега, Вінтоняк, Овачук тощо. Такі прізвища характерні для Буковинських Карпат, Покуття та Поділля. Історики відмітили феномен, який стався з трьома буковинськими селами, які до першої світової війни вважалися українськими, а після другої світової війни — румунськими. До них належать і Корчівці. Науковці пояснюють його тим, що жителі цих сіл відчули на собі серйозні репресії зі сторони румунської влади через національну приналежність і після включення села до складу СРСР, вважаючи, що румуни можуть і повернутися, залишитися у визначених Румунією умовах. Не слід ігнорувати і той факт, що в другій половині XX ст. з села ішов активний відтік молоді, оскільки навчання в українській школі давало більше шансів для дітей з Корчівців отримати освіту, професію і закріпитися в містах, ніж мали діти з навколишніх румунських сіл. А на місце тих молодих людей, які будували своє життя за межами села, приходила молодь з Купки і Петрівців, вступаючи в шлюби між собою.

## Освіта
Корчівецька початкова народна школа (VOLRSSHUIEN) заснована 19 жовтня 1884 року рішенням адміністрації Буковинської крайової освіти № 1458. І її відкриття пов'язане з реалізацією австрійського (від 14 травня 1869 р.) та буковинського (від 30 січня 1873 р.) законів про освіту. Цими нормативними актами було встановлено обов'язковість початкового навчання дітей віком від 7 до 13 років. Натомість за ухилення учнів від навчання батьки несли покарання у вигляді штрафів та арешту. 

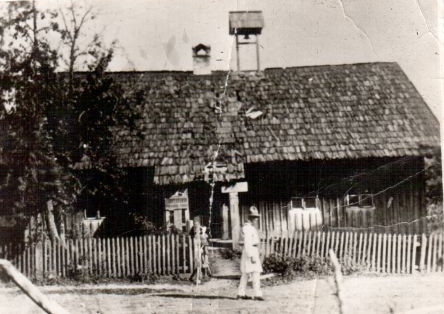

У жовтні 1884 року спеціального приміщення для школи в Корчівцях не було, тому на перших порах вона була розміщена в одній з приватних хат. Невдовзі за кошти громади розпочалось будівництво окремого шкільного будинку, яке завершили в 1887 році. Збудували одноповерхову дерев'яну будівлю в центрі села, біля дороги, на території, де сьогодні шкільний сад. Навчання офіційно розпочалось 1 вересня 1887 року. Серед перших вчителів були: Дмитро Ткачук, Євген Якубовський, Володимир Ілюк. Відкриття  школи населення сприйняло без особливого ентузіазму. Більше того, незважаючи на обов'язковість навчання, спочатку її відвідувало не більше 2-3 учнів.
І тільки після того, як в 1889 році директором призначили кваліфікаційного педагога-організатора Василя Завадюка. Вже  в 1889—1890 році школу відвідувало 57 дітей, а з кожним наступним роком кількість учнів збільшувалось. За офіційною статистикою станом на липень 1894 р. в Корчівцях мешкала 181 дитина шкільного віку.
Директором тоді працював Степан Сорочан. З кожним роком число мешканців в Корчівцях зростало, а відповідно і кількість учнів у школі збільшувалась.  Виникла необхідність у будівництві нової школи. Вже в березні 1905 року частина мешканців села звернулась до органів влади з пропозицією виділити земельну ділянку і кошти та розпочати будівництво нової школи .
В 1907 році в Корчівцях почали діяти дві окремі школи: українська (директор Орест Казієвич, вчителі: Дмитро Антонюк, Сидір Семака) та румунська (директор Григорій Ісар, вчителі: Теодор Ткачук, Іван Ончул). Навчальний процес в обидвох проводився за єдиною схемою.
Термін навчання складав 5 років. Викладали наступні предмети: німецьку мову, українську мову та літературу (у румунській — відповідно румунську мову та літературу) математику, географію, історію, релігію, співи, ручну працю. Всі предмети в одному класі вів один вчитель. Існували певні проблеми і в самій українській школі. Особливо коли директором був Орест Козієвич. (1907—1911 роки) 
Але з призначенням Данила Харовюка директором Корчівецької української школи в лютому 1911 року ситуація в школі покращилась. Спільно із Данилом Харовюком працювала вчителем і його дружина Ірина. За період іх роботи авторитет української школи був піднятий на належний рівень, за їх участю проводилось багато різноманітних заходів патріотичного спрямування.

14 жовтня 1916 р. Д. Харовюк на 33-му році життя помер у військовому шпиталі в місті Телині на Шлеську (тодішня Чехословачина).

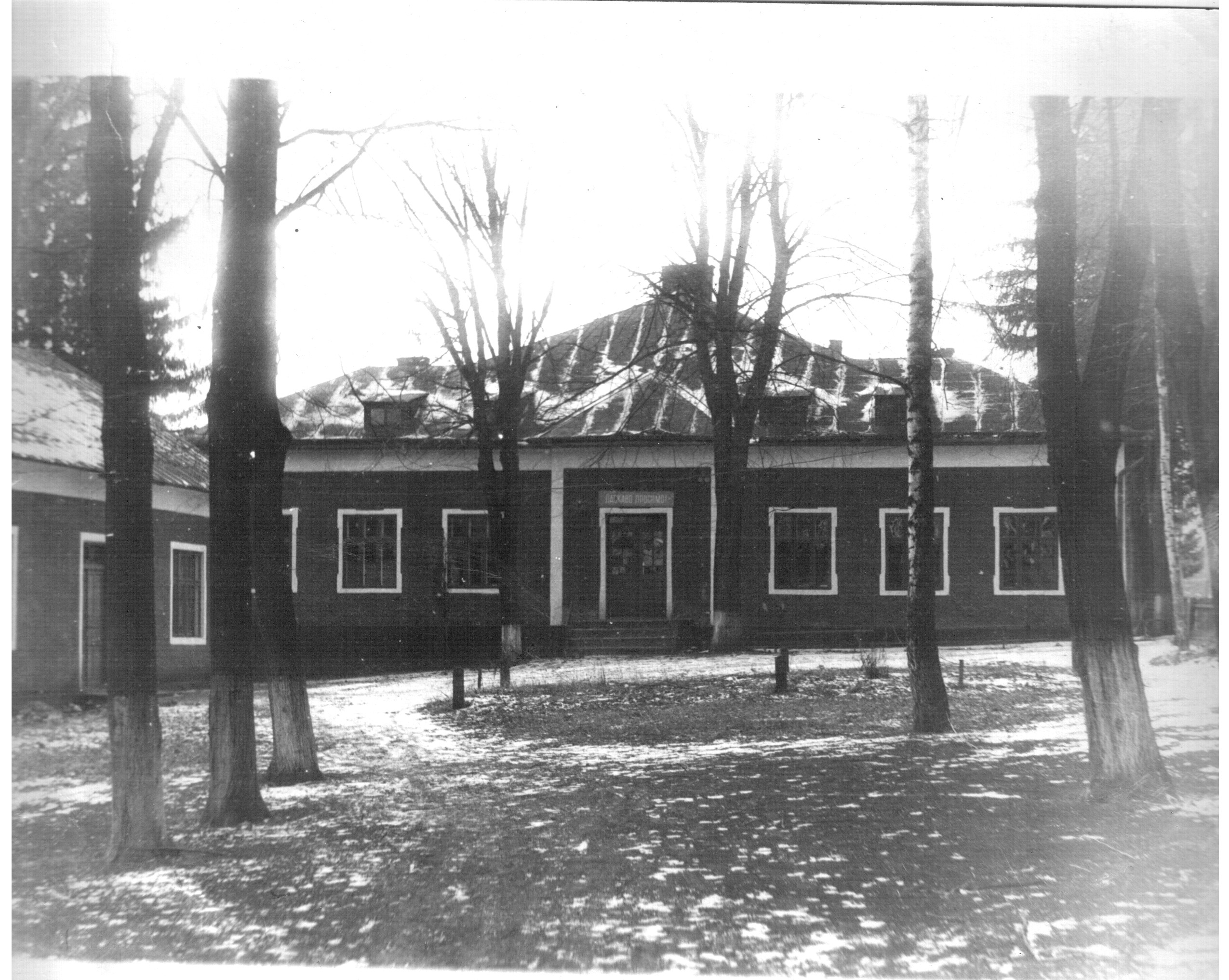

У другій половині 1914 року в розмірений ритм життя внесла свої корективи Перша світова війна. Була мобілізована значна частина дорослого  чоловічого населення села. Активність відвідування шкіл та сумлінність учнів різко зменшилась. У листопаді 1918 р. Буковина потрапила під владу Королівської Румунії.
У 1932 році було збудовано школу в якій навчались 60 років. Свідки подій відкриття школи пам'ятають, що було зроблено вінок із липи з написом року будови школи. У післявоєнні роки до нас приїхали вчителі «з України», так говорили тоді. Вони створили сім'ї, виростили дітей, село стало для них рідним: Галина Іларіонівна Богова, Катерина Василівна Блисенко, Віра Іванівна Поперечна, Марія Трохимівна Карпяк. Вони вчили дітей спочатку розмовляти українською мовою, віддаючи їм розум, розум, серце, думку та здоров'я.

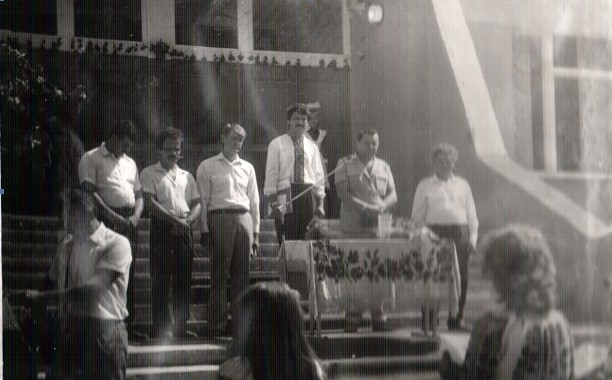

Сучасна будівля школи зведена в 1992 році, а створили цю перлину будівельники Глибоцького райміжколгоспбуду, багато праці вклали директор школи, вчителі, батьки, діти. А 31 серпня територія школи була заповнена жителями села, дітьми, гостями, школа манила своєю красою.

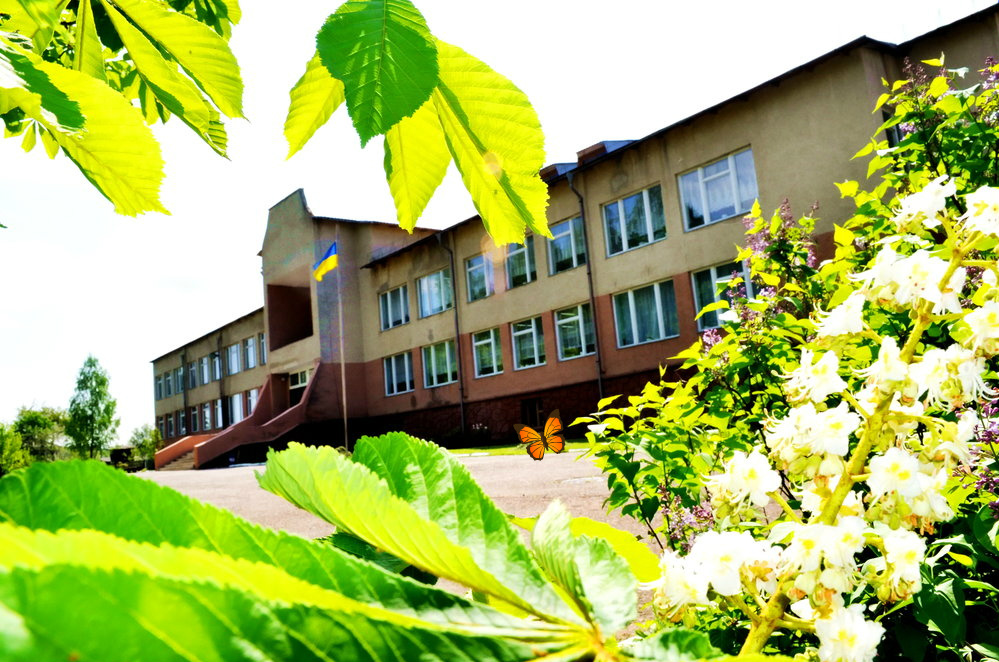

У 2019—2020 навчальному році у школі навчається 309 учнів у 14 класах. З них у 1-4 класах — 127 учнів, 5-11 класах — 182 учні.

## Історія
Село Корчівці на Глибоччині — унікальне село на межі Північної і Південної Буковини. 22-23 березня 1654 року господар Молдови Георгє Штефан видав акт про власність Драгомирського монастиря. В ньому серед інших сіл, згадуються й село Корчівці. Саме починаючи із зазначених дат, нинішні Корчівці значаться в історичних документах як окреме село. Цей акт був виданий у зв'язку з тим, що всі раніше видані акти про засвідчення власності, продажу, придбання, дарування були знищені в ході воєнних дій козацько-молдовського війська воєводи Василя Лупула і наказного гетьмана Тимоша Хмельниченка проти претендента на молдовський престол Георгія Штефана та волоських військ господаря Матвія Басараба, підтриманого семигородськими, польськими та сербськими найманцями.
Існує помилковий висновок щодо першої згадки про село Корчівці. Зокрема в «Історії міст і сіл УРСР» (Київ. 1969 рік) зазначено, що в історичних документах село нібито вперше згадується в 1462 році. Довелось познайомитись із першоджерелами, на підставі яких зроблено такий хибний висновок. Це виявилось довідкою, складеною в 1965 році трьома тодішніми сільськими активістами. При цьому вони послалися на вихідця з села Георгія Крамарюка. Але його висновки вони або не зрозуміли, або перекрутили. У монографії Г.Крамарюка про історію села, на яку посилалися сільські активісти, Г. Крамарюк описує факт дарування господарем Молдови Штефаном Великим боярину Сімікорчі в 1462 році села «Корчешть пе Козанцє» (Корчівці на р. Козанці). Тут же описано як село це переходило у власність нащадків Сімикорчі, потім було продано поміщику Тоадеру, а в 1539 році останнім подароване монастирю Гомор.
Але при цьому Г. Крамарюк обґрунтовано доводить, що ці події відбулись не відносно села Корчівці (яке на той час називалось «Корчешть пе Корческа» — Корчівці на р. Корческа), а зовсім іншого населеного пункту — села «Корчешть пе Козанцє». Останнє знаходилось в Ботошанському повіті, на річці Козанці, у комуні Гаргат, недалеко від сіл Албешть, Солданешть, Станешть, Слатіна. Цей висновок підтверджують й інші історичні документи.
Таким чином необхідно зробити єдино вірний висновок: перша відома на сьогодні письмова згадка про село Корчівці — це 22-23 березня 1654 року. Звичайно, на території села і раніше вирувало життя, відбувалось багато різноманітних подій. Про це свідчать, зокрема, і розташовані на його території залишки фортеці та поселення — городище, які були закладені протягом І тисячоліття нашої ери. Воно розташоване за сім кілометрів на південний захід від центру села, у лісі, на мису, в урочищі Читате. Його майданчик розмірами 300 на 300 метрів, з напільного боку обмежена валом. На південь від городища — курганна група.
Аерокосмічна зйомка території області виявила археоастрономічний об'єкт: земляну обсерваторію у пралісі поблизу села Корчівці району, про що йшла мова на науковій конференції «Дослідження Всесвіту: минуле, сучасне, майбутнє», що відбулася в листопаді 2011 року в Чернівцях.
Але ці об'єкти ще чекають свого вивчення.
Водночас, відомо, що як в 1654-у, так і протягом наступних 130 років, село було не заселеним. Ця обставина вимагає подальших досліджень, щоб встановити куди поділися люди, що населяли село. Очевидно, що незаселеній місцевості не могли дати статус села. Отже, є ще одне підтвердження того, що задовго до першої писемної згадки на території нинішнього села проживали люди. В архівних документах за 1762 та 1774 роки відмічено, що землі Корчівців використовуються під пасовища і знаходяться в оренді братів Луки та Георгія, вихідців із Галичини, вірменів за національністю та католиків за віросповіданням. Постійного населення в селі на той час не було. В акті про монастирські володіння за 1783 рік також зазначено, що землі Корчівців належать Драгомирському монастирю, є незалежними, приносять річний прибуток у 100 флоринів і перебувають в оренді вихідця із Радівців Лорзей Кодреску.
Австрійська влада вживала активних заходів щодо заселення Корчівців. Спочатку було запропоновано поселитись у цьому селі липованам (так називають тут російських старообрядців), які, ознайомившись з місцевістю 22 квітня 1784 року, відмовились з тієї причини, що земля там горбиста, вкрита лісом, кущами, а тому не придатна для обробітку. Після цього вони заснували нинішнє село Біла Криниця в іншій місцевості, яка іменувалась Варниця. У березні 1785 року адміністрація Буковини пропонує 18 сім'ям русинів (українців), які за рік до цього поселились у селі Балківці (тепер село Сучавського повіту Румінії), переселитись у Корчівці. Існують свідчення про те, що вони також відмовлялись від переселення до Корчівців, але, ймовірно, що саме ці слов'янські сім'ї і стали першими постійними його поселенцями.

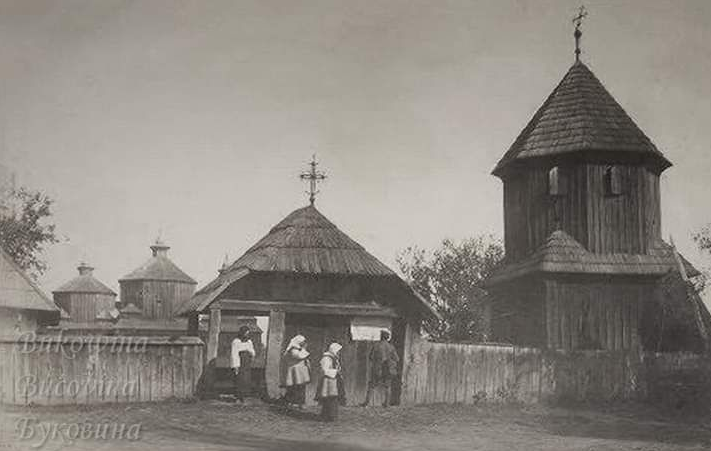

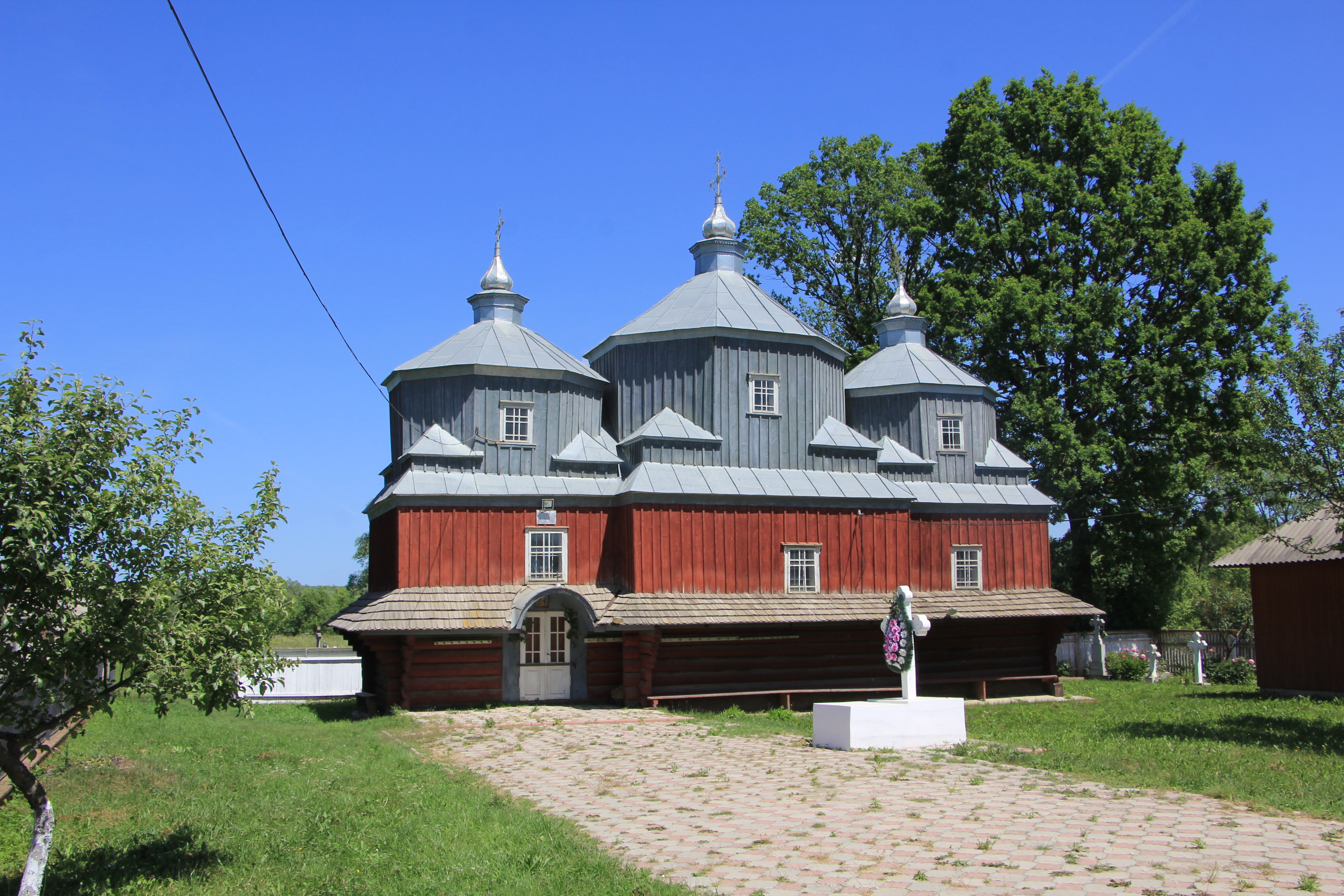

Підтвердженням цього є те, що в акті реєстрації церковної власності, який був складений єпископом Буковини Доліцоєм та розглянутий королем Австрії Йосипом II 29 квітня 1786 року, зазначено, що в Купці і Корчівцях проживає 75 сімей і один священик Петро Іоанович. При цьому, окрема кількість сімей, яка проживала в Купці і Корчівцях, не вказана. Але, за офіційними даними, у 1784 році в Купці мешкало 59 сімей. Із цього видно, що протягом 1785 року в Корчівцях поселились 17-18 сімей, які відвідували церкву в Купці, що дало підстави зазначити автору вказаного акту реєстрації село Корчівці як придаток до Купки. Однак, уже в 1807 році мешканці Корчівців побудували свою церкву, яка була освячена 1 січня 1808 року. Збудована за оригінальним проектом й гарно оздоблена дерев'яна церква у стилі українського (козацького) бароко, збереглася до наших днів. Церква в селі завжди була чисто православною. Це може свідчити, що все-таки люди, що заселили село не були галичанами, принаймні в основній масі, оскільки Галичина на той час більше ста років жила в умовах Берестейської унії і її мешканці були греко-католиками. У селі ніколи не поставало питання переходу в греко-католицизм, хоча на початку XIX століття австрійська влада заохочувала до цього і в Чернівцях були такі храми.
Оскільки населення села за останні сто років збільшилося невеличка церква не могла задовольнити потреби громади, тому в 1992—1993 роках у селі було започатковано спорудження нового храму — також Святого Василія, яке завершили вже 1996 року. Але селяни досі свято бережуть пам'ять про свою стару церкву.

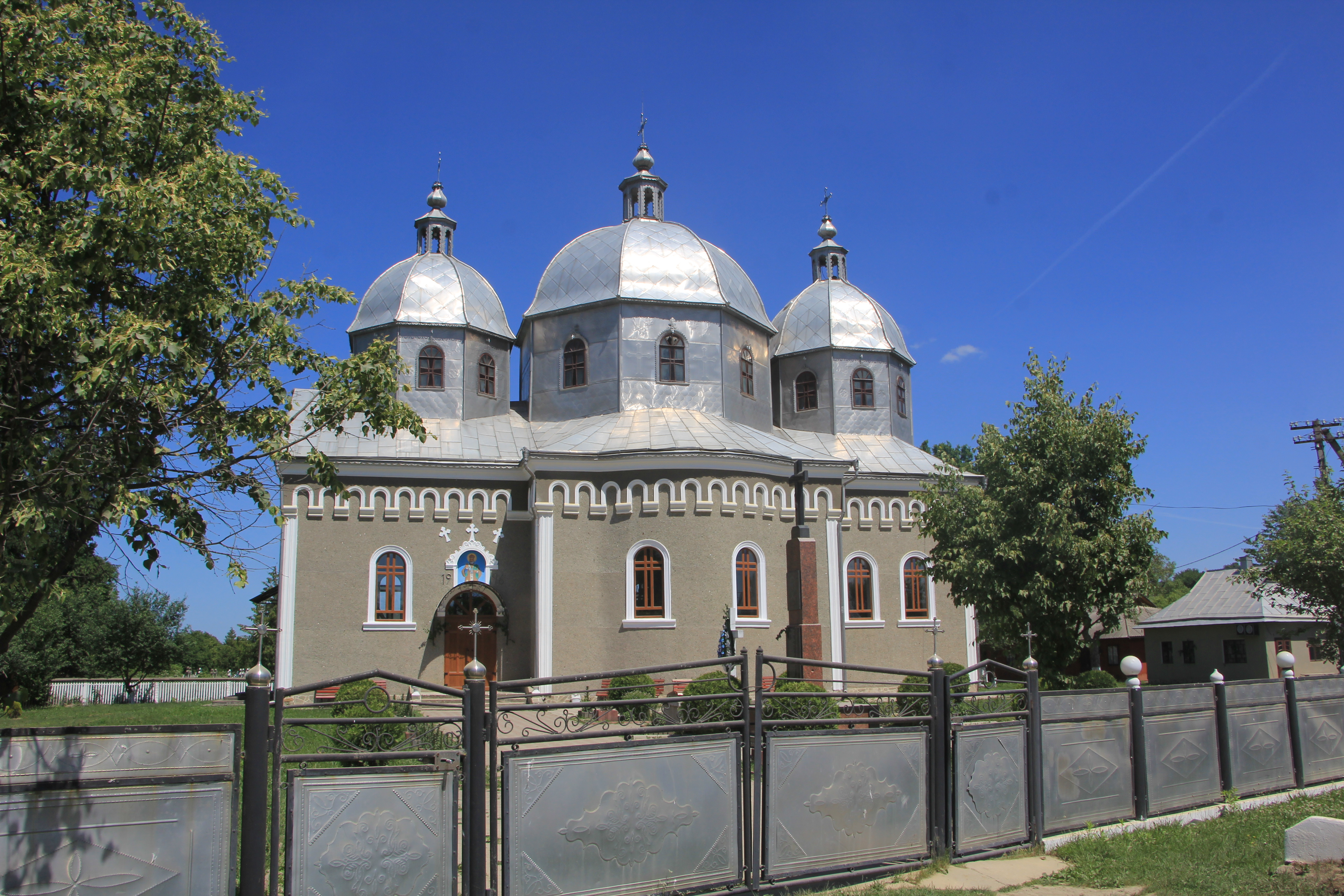

У результаті пошукової роботи вдалося знайти результати 5 останніх переписів, які проводилися в Австро-Угорщині.
За офіційними даними перепису населення, проведеного урядом Австро-Угорщини у 1869 році в селі мешкало 996 жителів і було 223 господарства. А станом на 31 грудня 1880 року населення села становило 973 особи, які були об'єднані в 262 домогоподарства. Перепис 1890 року зафіксував уже 1126 мешканців та 253 домогосподарства. Перепис 1900 року наведено вище.
Наступний перепис австрійська влада провела у грудні 1910 року і станом на 31 грудня того року в селі проживало 1470 людей. Таким чином за чотири десятиріччя приріст населення склав майже 500 осіб. Перегляд церковних книг, де реєструвалися всі новонароджені, у 1890—1900 роках в селі в середньому народжувалося 45-47 дітей. При цьому людей у цей період помирало менше, тому про природний приріст говорити не приходиться. Аналіз наявних в Чернівецькому обласному архіві документів показав, що за цей період в селі появилося багато нових прізвищ, характерних для Буковинських Карпат, що може свідчити про те, що приріст значною мірою став результатом міграції гуцулів.

## Пам'ятні дати, свята

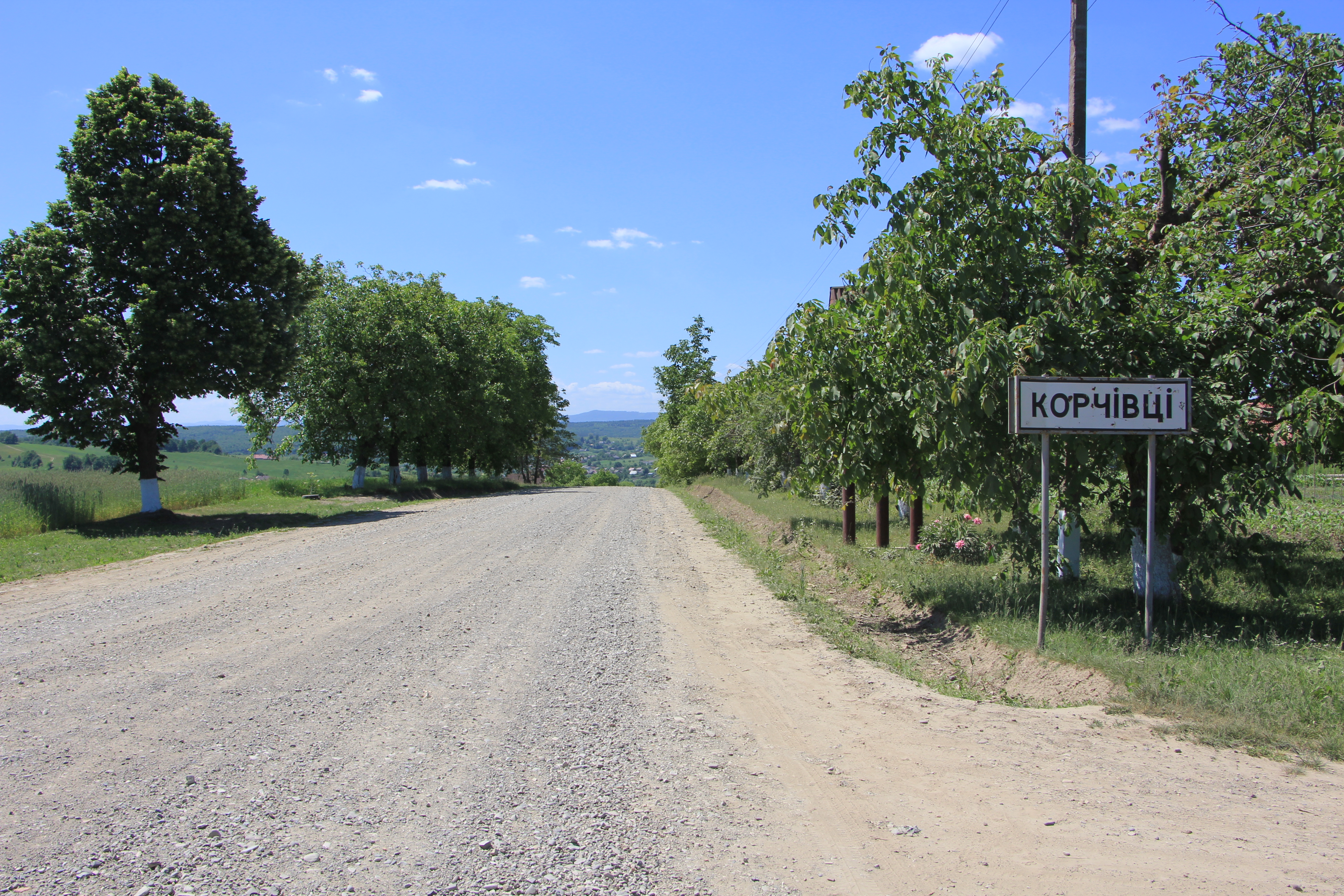

- 14 січня — храмове свято на честь освячення 14 січня 1808 року церкви святого Василя Великого;
- на Зелені свята — храм, що був встановлений у тридцятих роках XX століття при освячені нової школи;
- 22 березня — день першої писемної згадки про село;
- 19 жовтня — день заснування школи в селі.

Ці дати підтверджуються, у першу чергу, монографіями вихідця із Корчівців — колишнього члена Верховного суду Королівської Румунії Георгія Крамарюка: "Із буковинських сіл: «Корчівці Сторожинецького повіту» (надрукована в 1931 році) та «Церква в Корчівцях» (надрукована в 1939 році), а також архівними документами обласного державного архіву, даними цифрової державної бібліотеки Верхньої Австрії, спогадами довгожителів села.

## Уродженці села
- Березовський Георгій Васильович — Герой України. Народився 06.02.1935 р., с. Корчівці, тепер Глибоцького району. Директор Сторожинецького сільськогосподарського кооперативу «Колос». Депутат 5 скликань Чернівецької облради і 28 скликань сільських і районних рад. За працю на виробництві та благодійництво нагороджений: орденами «За заслуги» ІІІ ступеня, «Знак Пошани»; грамотами Верховної Ради та Кабінету Міністрів України; ювілейною медаллю «За доблесну працю»; почесною грамотою «За заслуги перед українським народом»; почесною відзнакою «Буковина». 21 серпня 2007 Президент України Віктор Ющенко підписав Указ про надання Георгію Березовському звання «Герой України» з удостоєнням ордена Держави. Помер у січні 2025 року в м.Сторожинець, поховний в Корчівцях поряд з батьками.